# László Kövér

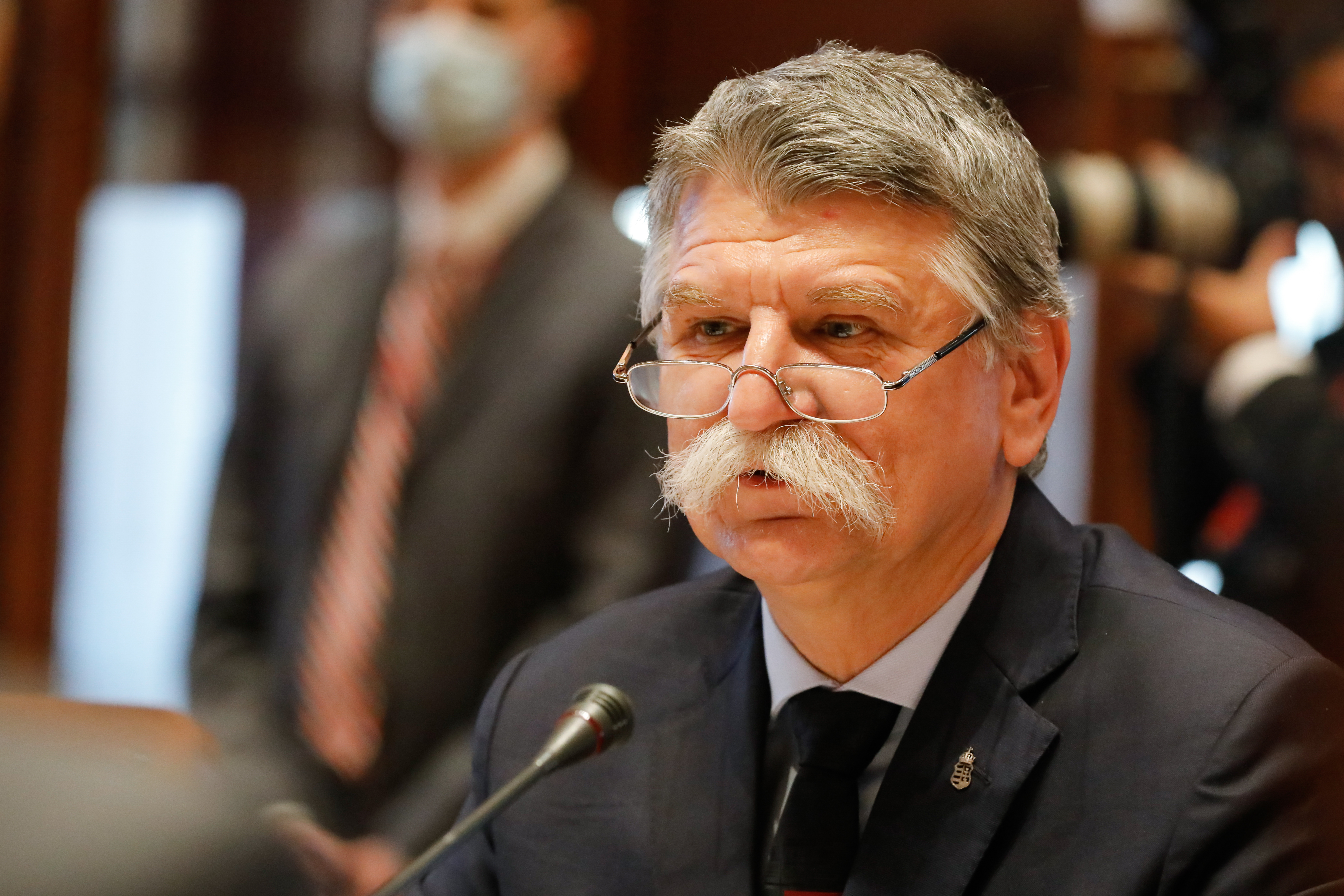
László Kövér (2022)

László Kövér (* 29. Dezember 1959 in Pápa) ist ein ungarischer Diplomat und Politiker. Er war 1988 eines der Gründungsmitglieder der Fidesz-Bewegung. Seit 1990 ist Kövér Abgeordneter im ungarischen Parlament, als dessen Präsident er seit dem 6. August 2010 amtiert. Nach dem Rücktritt von Staatspräsident Pál Schmitt am 2. April 2012 übernahm er kommissarisch die Leitung von dessen Amtsgeschäften, bis am 10. Mai 2012 János Áder das Amt des Staatsoberhaupts antrat. Ebenso übernahm er am 26. Februar 2024 nach dem Rücktritt von Katalin Novák bis zum Amtsantritt von Tamás Sulyok am 5. März 2024 erneut kommissarisch das Amt des ungarischen Präsidenten.
Kövér nahm 2012 demonstrativ an Gedenkfeiern für den völkischen Dichter József Nyírő teil, was zu diplomatischen Verstimmungen mit Israel führte.